# زمایتیس
زمایتیس (انگلیسی: Zemaitis Guitars) شرکت تجهیزات موسیقی بریتانیایی ژاپنی است، که در سال ۱۹۵۵ تأسیس شد.